# Oxyde de diphénylphosphine
L'oxyde de diphénylphosphine est un composé organophosphoré de formule chimique (C6H5)2P(O)H. Il se présente sous la forme d'un solide blanc à jaune-orangé soluble dans les solvants polaires organiques. Il est utilisé dans les réactions de Buchwald-Hartwig pour introduire un substituant diphénylphosphine (C6H5)2P–. Comme l'acide phosphoreux H3PO3, l'oxyde de diphénylphosphine est en équilibre avec un tautomère mineur, l'hydroxydiphénylphosphine (C6H5)2POH.
L'oxyde de diphénylphosphine peut être obtenu en faisant réagir des esters phosphoniques, comme le diéthylphosphite (CH3CH2O)2P(O)H, avec des réactifs de Grignard. Il peut également être obtenu par l'hydrolyse partielle de la chlorodiphénylphosphine (C6H5)2PCl ou de la diphénylphosphine (C6H5)2PH.
Les acides organophosphineux (en) sont réduits par l'hydrure de diisobutylaluminium (i-Bu2AlH)2 (DIBAL), où i-Bu représente le groupe isobutyle –CH2CH(CH3)2. Les phosphines secondaires obtenues sont des précurseurs de ligands phosphine.